# Suely Rolnik
Suely Rolnik, née le 16 juin 1948 au Brésil, est une philosophe, sociologue, psychologue sociale et clinicienne ainsi que critique d'art brésilienne.

## Biographie
Persécutée par la dictature militaire brésilienne, elle s'exile en France à l'age de 20 ans et ne retournera au Brésil qu'à partir de 1979. Elle effectuera sa formation académique en France en philosophie (Paris VIII), sociologie (Paris VIII) et psychologie clinique (Paris VII). Elle est docteur en psychologie sociale après la soutenance de sa thèse intitulée Cartografia sentimental da América : produção de desejo na era da cultura industrial (São Paulo, Pontifícia universidade católica, 1987), et a été professeur titulaire et membre du Centre de recherches sur la subjectivité à l'université catholique de São Paulo. Elle a été professeur invitée dans le cadre du programme d’études indépendantes (PEI) du Musée d'Art Contemporain de Barcelone (MacBa).
Elle a travaillé avec Félix Guattari et contribué à la diffusion de sa[De qui ?] pensée au Brésil, notamment en traduisant Mille Plateaux ou encore Révolutions moléculaires .
Son travail de recherche porte sur les politiques de subjectivation, dans une perspective transdisciplinaire, privilégiant depuis les années 1990, l'art contemporain dans son interface avec le politique et le clinique.
Elle a collaboré à plusieurs périodiques, notamment la revue canadienne Parachute et la revue espagnole Zehar.

## Publications
- « Schizoanalyse et Anthropophagie », dans Eric Alliez (éd.), Gilles Deleuze. Une vie philosophique, Les Empêcheurs de penser en rond, 1998.
- avec Corinne Diserens, Nous sommes le moule. À vous de donner le souffle. Lygia Clark, de l'œuvre à l'événement, Musée des beaux-arts de Nantes, 2005.
- (pt) Cartografia Sentimental, Sulinas, 2006.
- avec Félix Guattari, Micropolitiques, Les Empêcheurs de penser en rond, 2007 (« Une nouvelle douceur ? », extrait à [lire en ligne]).
- « Anthropophagie zombie » dans Brésil/Europe : repenser le Mouvement Anthropophagique, dans Cahier du Collège international de philosophie, no 60, 2008 [lire en ligne].
- Manifeste anthropophage (de Oswald de Andrade) / Anthropophagie zombie (de Suely Rolnik), Blackjack éditions, Collection « Pile ou Face », 2011.
- « Archivomanie », dans Rue Descartes, no 76, 2012.
- Esferas de la insurrección, Apuntes para descolonizar el inconsciente, Tinta Limón, 2019[6].